# Teatro Arthur Azevedo
O Teatro Arthur Azevedo localiza-se na cidade de São Luís, no estado do Maranhão, no Brasil.

## História
A ideia da criação do teatro surgiu em 1815, por iniciativa de dois comerciantes portugueses, Eleutério Lopes da Silva Varela e Estevão Gonçalves Braga. Essa era a plena época áurea do ciclo do algodão, em que o Maranhão enriquecia com a exportação deste produto e a cidade necessitava de maior vida cultural. No projeto original, se estenderia até o Largo do Carmo, mas foi reduzido por um veto da Igreja, que considerou a obra antirreligiosa.
A construção começou em 1816 e no dia 1º de junho de 1817, após um ano de trabalho, foi inaugurado. Chamou-se inicialmente Teatro União, em homenagem à criação do Reino Unido de Portugal, Brasil e Algarves (1815), resultado da vinda da família real portuguesa ao Brasil. Este era o quarto teatro da história de São Luís, mas destacava-se pelo conforto e tamanho, com uma capacidade para 756 espectadores. Seu estilo neoclássico era também uma novidade para a época.
Em 1852 passou a chamar-se Teatro São Luiz e, na década de 1920, ganhou o nome atual em homenagem ao grande dramaturgo maranhense Artur de Azevedo (1855-1908).
Em 1854, o teatro serviria de berço para a atriz maranhense Apolônia Pinto (1854–1937), filha de uma atriz portuguesa que entrou em trabalho de parto em pleno teatro, no Camarim n° 1. Ela se tornaria uma grande atriz, aos doze anos já encantando plateias com a peça "A Cigana de Paris". Foi homenageada com duas placas no Camarim nº 1, um busto em bronze, e seus restos mortais estão guardados no teatro. 
No século XX o segundo teatro mais antigo do Brasil foi descaracterizado e chegou a ser cinema. Em 1989, quando apenas a fachada original ainda resistia, foi demolido e reconstruído de acordo como o projeto original, tendo sido realizada pesquisa histórica para reconstituir os detalhes originais. Atualmente encontra-se restaurado e em pleno funcionamento.

## Estrutura
A lotação atual do Teatro é de 750 lugares reservados ao público e 6 lugares na tribuna reservados a autoridades, distribuídos em plateia, frisas, camarotes, balcões e galerias.
A estrutura do Teatro Arthur Azevedo é composta por: foyer(salão de entrada), plateia, palco, salões - nobre, versátil, de dança, de coro -, bar, carpintaria, sala de costura/adereçaria e lojinha de souvenirs.

## Projetos

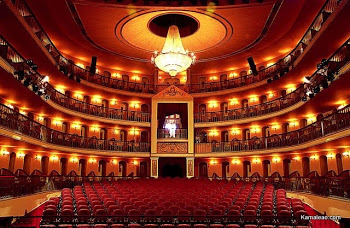
Interior do teatro

O Projeto Núcleo Arte-Educação é desenvolvido no Teatro Arthur Azevedo, através de uma parceria entre as Secretarias Estaduais de Cultura e de Educação, disponibilizando seus espaços para alunos de escolas públicas estaduais. São realizados cursos de teatro, dança, canto coral e piano, utilizando a arte como elemento pedagógico.
Outra ação desenvolvida é o acesso e estudantes e da comunidade em geral a sessões especiais nos espetáculos de teatro, dança e música em datas comemorativas.
Com frequência, o teatro busca fomentar diversas produções culturais maranhenses, abrindo espaço para segmentos da cultura e oferecendo mais atrações ao público.